# Walter Serner

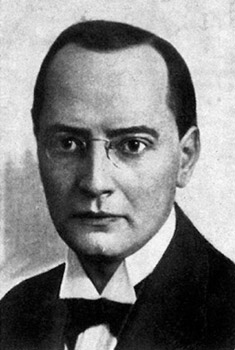
Walter Serner
(vor 1929)

Walter Serner (* 15. Januar 1889 in Karlsbad, Österreich-Ungarn; † wahrscheinlich 23. August 1942 im Wald von Biķernieki bei Riga; eigentlich Walter Eduard Seligmann) war ein Essayist, Schriftsteller und Dadaist. Sein Manifest Letzte Lockerung gilt als einer der wichtigsten Dada-Texte. Er schrieb auch unter anderen Pseudonymen: Seinen ersten Prosatext unterzeichnete er mit Wladimir Senakowski, einen Brief an seinen Verleger mit A.D., eine Rezension seines eigenen Geschichtenbandes Zum blauen Affen unter dem Namen seines Freundes Christian Schad.

## Leben

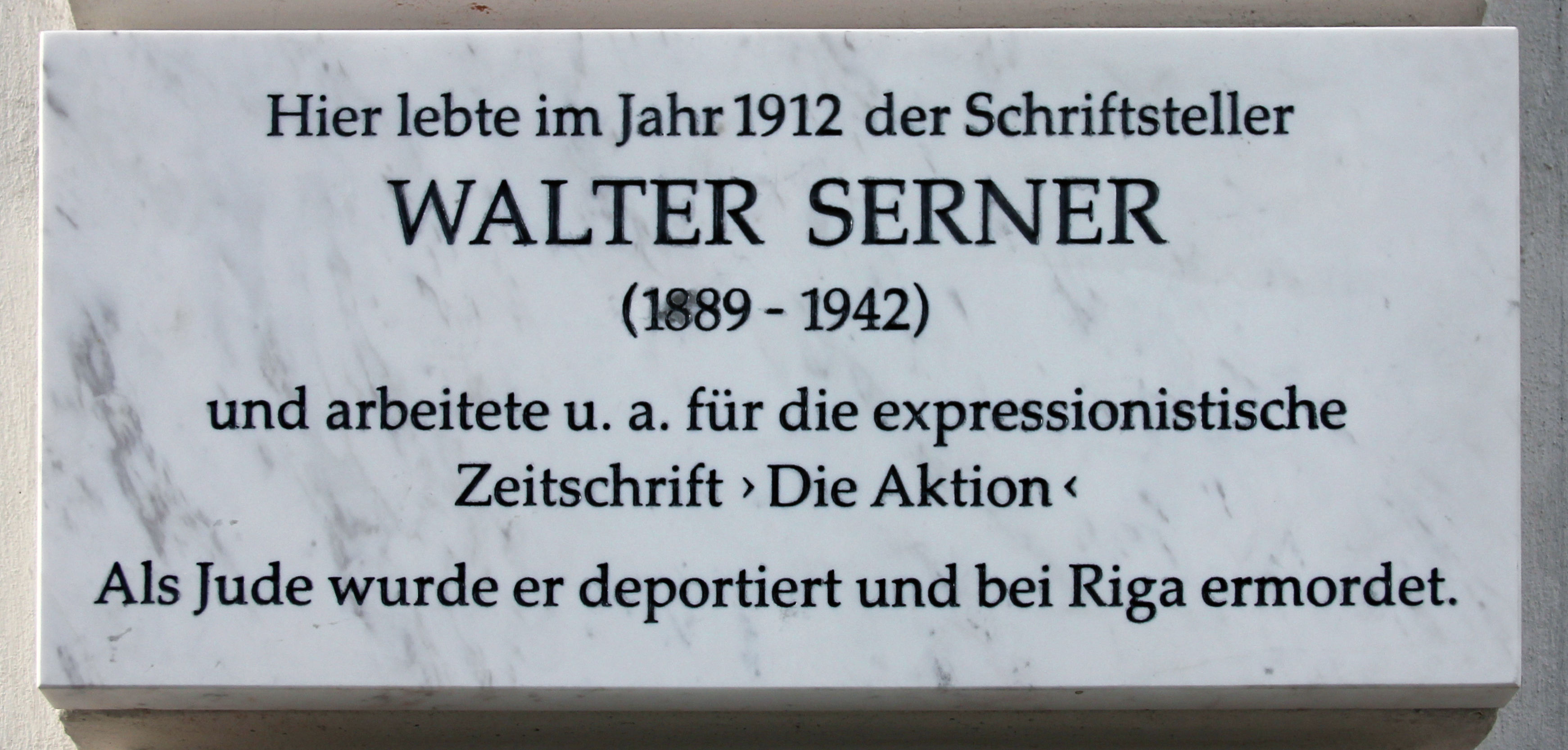
Gedenktafel am Haus, Augsburger Straße 21, in Berlin-Charlottenburg

Der junge Walter Seligmann konvertierte kurz nach seinem Abitur in Kaaden 1909 vom Judentum zum Katholizismus und nahm den Nachnamen Serner an. Im selben Jahr begann er ein Jurastudium in Wien und veröffentlichte Beiträge zu Theater und Bildender Kunst in der väterlichen Karlsbader Zeitung. 1912 übersiedelte er nach Berlin und schloss 1913 sein Studium an der Universität Greifswald mit der Promotion zum Dr. jur. ab. Titel der Dissertation: Die Haftung des Schenkers wegen Mängel im Rechte und wegen Mängel der verschenkten Sache. (Der Jurist und Vorsitzende der Walter-Serner-Gesellschaft, Andreas Mosbacher wies 2013 nach, dass Serners juristische Dissertation zu 80 Prozent mit einer 1909 in Leipzig erschienenen Dissertation von Arwed Rüling mit dem Titel Die Haftung des Schenkers für Mängel im Rechte und Mängel der Sache nach dem Bürgerlichen Gesetzbuche, übereinstimmt, die Serner in seinem Literaturverzeichnis nicht zitiert.) Zu dieser Zeit publizierte er bereits regelmäßig in der Berliner Zeitschrift Die Aktion. Mit einem zweideutigen Attest verhalf er Ende 1914 dem desertierten expressionistischen Schriftsteller Franz Jung zur Flucht aus der Militärmaschinerie des Ersten Weltkriegs. Um seiner deshalb drohenden Verhaftung und der Einberufung zu entgehen, ging Serner nach Zürich in die neutrale Schweiz. Im Kreis der wachsenden Zahl von Emigranten wurde bald der Maler Christian Schad sein bester Freund.
1914, kurz nach seiner Übersiedlung in die Schweiz, arbeitete er zuerst an der Zeitschrift Der Mistral mit. Die letzte Ausgabe erschien unter seiner Leitung; anschließend gab er eine eigene Publikation unter dem Titel Sirius heraus. Seit seiner Übersiedelung nach Zürich hatte er vereinzelt Kontakt zu den Dadaisten. Er pendelte zwischen Italien, Paris, Genf und Zürich, schrieb Geschichten und einen Roman und verfasste 1918 das dadaistische Manifest Letzte Lockerung manifest dada – für Jörg Drews eine „glänzende Analyse des Zeitalters des vollendeten Nihilismus“. 1920 wird das Manifest veröffentlicht; im selben Jahr wird Serner von einigen der Hauptvertreter des Dadaismus wie Tzara als „größenwahnsinniger Außenseiter“ bezeichnet.
Am 9. April 1919 trug Serner Teile aus Letzte Lockerung vor. Dabei kam es auf der Dada-Soiree Non plus ultra in Zürich zu einem Aufruhr des Publikums, und Serner wurde von der Bühne gejagt. Sein Manifest steht in eindeutigem Zusammenhang mit dem von Tristan Tzara verfassten Manifest Dada 1918 – jedoch hatte Serner sein Manifest bereits vor dem Erscheinen von Tzaras Text verfasst. Wer wen beeinflusste, lässt sich letztlich nicht mehr nachweisen.
Nach seiner Abkehr von der dadaistischen Bewegung wandte sich Serner dem Schreiben von Kriminalgeschichten zu. Sein Roman Die Tigerin erschien 1925 und sorgte aufgrund des zwielichtigen Milieus und der sexuell offensiven Sprache für einen kleinen Skandal. Nur ein Gutachten von Alfred Döblin verhinderte, dass das Buch der Zensur zum Opfer fiel. 1992 wurde der Roman unter gleichem Titel von Karin Howard verfilmt. Seine Erzählsammlung Der Pfiff um die Ecke wurde zeitweise beschlagnahmt. Sein nächster Erzählband, Die tückische Straße erschien zuerst als Privatdruck, ebenso sein „Gauner-Stück“ Posada oder der große Coup im Hotel Ritz, das am 6. März 1927 zum ersten (und letzten) Mal aufgeführt wurde: im Berliner Theater am Zoo.
1925 gab es erste antisemitische Anwürfe gegen Serner, der einen tschechoslowakischen Pass hatte und sein Reiseleben über die nächsten Jahre kontinuierlich fortsetzte; seine Bücher befanden sich zum Teil auf der „Liste der Schund- und Schmutzschriften“ und wurden nur privat per Post vertrieben. Nach 1933 wurden Serners Arbeiten in Deutschland endgültig auf die „Liste 1 des schädlichen und unerwünschten Schrifttums“ der Reichsschrifttumskammer gesetzt.
Serner zog sich ab 1927 ins Privatleben zurück:

„Dichtung ist und bleibt ein, wenn auch höherer, Schwindel. Ich lege Wert darauf, das zum ersten Mal ausgesprochen zu haben. Menschen gestalten, heißt: sie fälschen.“

Serner heiratete 1938 seine aus Berlin stammende langjährige Freundin Dorotea Herz und lebte mit ihr in Prag. Ab 1939 betrieb er mehrere Versuche, nach Shanghai auszuwandern.
Am 10. August 1942 – Serner arbeitete inzwischen als Sprachenlehrer im Prager Ghetto – wurde er zuerst mit dem Transport Ba nach Theresienstadt, am 20. August 1942 mit dem Transport Bb nach Riga deportiert und dort – wahrscheinlich am 23. August 1942 – im Wald von Biķernieki zusammen mit seiner Frau Dorotea und allen anderen 998 Verschleppten dieses Transports ermordet.

## Nachwirkung
Ihm zu Ehren wurde der Berliner Walter-Serner-Preis gestiftet und 2012 die Berliner Walter-Serner-Gesellschaft gegründet, aus der 2022 die am 80. Todestag Serners gegründete Internationale Walter Serner Gesellschaft e. V. hervorgegangen ist.
Im Christian-Schad-Archiv in Miesbach befindet sich umfangreiches Archivmaterial zu Walter Serner und auch dessen Beziehung zu Christian Schad.

## Schriften

### Einzelausgaben
- Die Haftung des Schenkers wegen Mängel im Rechte und wegen Mängel der verschenkten Sache. Nach dem Bürgerlichen Gesetzbuch für das Deutsche Reich. Berlin: Ebering, 1913 (Dissertation)
- Letzte Lockerung. manifest dada. Hannover / Leipzig / Wien / Zürich: Steegemann, 1920 (Digitalisat), neu herausgegeben von Andreas Puff-Trojan im Manesse Verlag Zürich 2007, ISBN 978-3-7175-2148-8 (Online siehe Weblinks)
- Zum blauen Affen. Dreiunddreißig hanebüchene Geschichten. Hannover: Steegemann, 1921. (Neuauflage 2016, ISBN 978-3-8430-9830-4)
- Der elfte Finger. Fünfundzwanzig Kriminalgeschichten. Hannover: Steegemann, 1923
- Der Pfiff um die Ecke. Zweiundzwanzig Spitzel- und Detektivgeschichten. Berlin: Elena Gottschalk, 1925
- Die Tigerin. Eine absonderliche Liebesgeschichte. Berlin: Gottschalk, 1925. (Neuauflage 2016, ISBN 978-3-8430-9238-8)
- Die tückische Straße. Neunzehn Kriminal-Geschichten. Wien: Dezember, 1926
- Posada oder Der Große Coup im Hotel Ritz. Ein Gauner-Stück in drei Akten. Wien: Dezember, 1926
- Letzte Lockerung. Ein Handbrevier für Hochstapler und solche die es werden wollen. (erweiterte Ausgabe, 1927)
- Letzte Lockerung. Ein Handbrevier für Hochstapler und solche, die es werden wollen. Berlin 1964
- Angst. Frühe Prosa. Hrsg., Nachw.: Thomas Milch, Ill.: Christian Schad. Erlangen: Renner, 1977
- Hirngeschwür. Texte und Materialien. Walter Serner und Dada. Hrsg., Nachw.: Thomas Milch. Erlangen: Renner, 1977
- Wong fun. Kriminalgeschichte. Ill.: Volker Pfüller, Nachw.: Thomas Milch. Augsburg: Maro, 1991

### Werkausgaben
- Die Bücher von Walter Serner. Kassette in sieben Bänden. Berlin: Steegemann, 1927
- Das gesamte Werk. Band 1-8, 3 Supplementbände. Hrsg.: Thomas Milch. Erlangen, München: Renner, 1979–1992
  - Bd. 1: Über Denkmäler, Weiber und Laternen. Frühe Schriften (1981)
  - Bd. 2: Das Hirngeschwür. DADA (1982)
  - Bd. 3: Die Tigerin. Eine absonderliche Liebesgeschichte (1980)
  - Bd. 4: Der isabelle Hengst. Sämtliche Kriminalgeschichten I (1979)
  - Bd. 5: Der Pfiff um die Ecke. Sämtliche Kriminalgeschichten II (1979)
  - Bd. 6: Posada oder der große Coup im Hotel Ritz. Ein Gaunerstück in drei Akten (1980)
  - Bd. 7: Letzte Lockerung. Ein Handbrevier für Hochstapler und solche die es werden wollen (1981)
  - Bd. 8: Der Abreiser. Materialien zu Leben und Werk (1984)
  - Bd. 9 = Supplementbd. 1: Die Haftung des Schenkers wegen Mängel im Rechte und wegen Mängel der verschenkten Sache (1982)
  - Bd. 10 = Supplementbd. 2: Das fette Fluchen. Ein Walter Serner-Gaunerwörterbuch (1983)
  - Bd. 11 = Supplementbd. 3: Krachmandel auf Halbmast. Nachträge zu Leben und Werk (1992) (sehr versch. Texte, Dokumente und Abb. von und über W. S., Dada, Christian Schad u. a., mit Erl.)

- Gesammelte Werke in zehn Bänden. Hrsg. von Thomas Milch. München: Goldmann, 1988
  - Bd. 1: Über Denkmäler, Weiber und Laternen. Frühe Schriften (enthält den Supplementband 1 der Renner-Ausgabe)
  - Bd. 2: Das Hirngeschwür. DADA
  - Bd. 3: Zum blauen Affen. Dreiunddreißig Kriminalgeschichten
  - Bd. 4: Der elfte Finger. Fünfundzwanzig Kriminalgeschichten
  - Bd. 5: Die Tigerin. Eine absonderliche Liebesgeschichte
  - Bd. 6: Der Pfiff um die Ecke. Zweiundzwanzig Kriminalgeschichten
  - Bd. 7: Posada oder der große Coup im Hotel Ritz. Ein Gaunerstück in drei Akten
  - Bd. 8: Die tückische Straße. Neunzehn Kriminalgeschichten
  - Bd. 9: Letzte Lockerung. Ein Handbrevier für Hochstapler und solche die es werden wollen
  - Bd. 10: Der Abreiser. Materialien zu Leben und Werk (enthält den Supplementband 2 der Renner-Ausgabe)

- Sprich deutlich. Sämtliche Gedichte und Dichtungen. Hrsg.: Klaus G. Renner. München: Renner, 1988
- Das Walter-Serner-Lesebuch. Alle 99 Kriminalgeschichten in einem Band. München: Goldmann, 1992
- Das erzählerische Werk in drei Bänden. Hrsg.: Thomas Milch. München: Goldmann/btb, 2000, ISBN 3-442-90259-2
  - Bd. 1: Zum blauen Affen / Der elfte Finger
  - Bd. 2: Die Tigerin
  - Bd. 3: Der Pfiff um die Ecke / Die tückische Straße
- Walter Serner (= Versensporn – Heft für lyrische Reize. Nr. 58) Hrsg. von Tom Riebe. Edition Poesie schmeckt gut, Jena 2024, 130 Exemplare.

### Texte im Internet
- Hanebüchene Geschichten (eine Selbstrezension unter dem Namen des befreundeten Malers Christian Schad)
- Letzte Lockerung: Manifest Dada (Hannover 1920)
- (Letzte Lockerung, Manifest Dada, Hannover 1920)
- Die Tigerin im Projekt Gutenberg-DE (Berlin 1925)

## Sekundärliteratur
- Walter Serner. In: Lexikon deutsch-jüdischer Autoren. Band 19: Sand–Stri. Hrsg. vom Archiv Bibliographia Judaica. De Gruyter, Berlin u. a. 2012, ISBN 978-3-598-22699-1
- Alfons Backes-Haase: Über topographische Anatomie, psychischen Luftwechsel und Verwandtes. Walter Serner, Autor der Letzten Lockerung. Aisthesis, Bielefeld 1988, ISBN 3-925670-18-1
- Neda Bei, Helmut Eisendle, Elfriede Jelinek, Thomas Kling, Raimund Meyer, Bärbel Nolden: Vokabelmischungen über Walter Serner. Klaus G. Renner, München 1990, ISBN 3-927480-03-7
- Jörg Drews: Hinter jedem Satz hat man ein wildes Gelächter unmißverständlich anzudeuten. Zur geistigen Existenz Walter Serners. In: manuskripte. H. 89/90 (1985) S. 149–153
- Jörg Drews (Hrsg.): Das Tempo dieser Zeit ist keine Kleinigkeit. Zur Literatur um 1918. Edition text + kritik München 1981, ISBN 3-88377-081-7
- Marlies Janz, Die Frau, bei der sämtliche Standpunkte verfehlt sind. Walter Serners »Tigerin« im Kontext der Moderne. In: Sinn und Form 2/2022, S. 248–254.
- Jonas Peters: „Dem Kosmos einen Tritt!“ Die Entwicklung des Werks von Walter Serner und die Konzeption seiner dadaistischen Kulturkritik. Lang, Frankfurt 1995 (= Hamburger Beiträge zur Germanistik 19)
- Helmut Lethen: Verhaltenslehren der Kälte. Lebensversuche zwischen den Kriegen. Suhrkamp, Frankfurt am Main 1994. ISBN 3-518-11884-6
- Andreas Puff-Trojan: Wien – Berlin – Dada. Reisen mit Dr. Serner. Sonderzahl, Wien 1993, ISBN 3-85449-059-3
- Andreas Puff-Trojan & Wendelin Schmidt-Dengler (Hrsg.): Der Pfiff aufs Ganze. Studien zu Walter Serner. Sonderzahl, Wien 1996, ISBN 3-85449-091-7
- Andreas Puff-Trojan: Serner, Walter Eduard. In: Neue Deutsche Biographie (NDB). Band 24, Duncker & Humblot, Berlin 2010, ISBN 978-3-428-11205-0, S. 270 f. (Digitalisat).
- Christian Schad: Relative Realitäten. Erinnerungen um Walter Serner. Mit einer Nachbemerkung von Bettina Schad. Maro, Augsburg 1999 (EA in: Walter Serner: Die Tigerin. München: Rogner & Bernhard, 1971, S. 211–312) ISBN 3-87512-661-0
- Enno Stahl: Anti-Kunst und Abstraktion in der literarischen Moderne. Vom italienischen Futurismus zum französischen Surrealismus 1909–1933. Peter Lang, Frankfurt/M. et al. 1997, S. 212–281 (zu Serner speziell: 267–278) ISBN 3-631-32633-5
- Herbert Wiesner (Hrsg.): Dr. Walter Serner. 1889–1942. Ausstellungsbuch. Berlin: Literaturhaus Berlin, 1989 (= Texte aus dem Literaturhaus Berlin 4), ISBN 3-926433-05-5

## Adaptionen: Film/Hörspiel/Hörbuch (Lesung)
- Film: Die Tigerin (Deutschland 1992; Regie: Karin Howard)
- Hörspiel: Ball verkehrt oder Großer Schwof in Serners Tanzpalais. Ein Hörspiel für die reife Jugend in diversen Modetänzen, mit Paul Bürks, Karl Renar, Ellen Mahlke, Ernst August Schepmann, Veronika Fitz, Maren Kroymann, Axel Milberg, Otto Kurth, Margit Carls, Marianne Lochert, Charles Wirths, Tilo Prückner, Heinz Schimmelpfennig, Hans Wyprächtiger u. a. Bearbeitung und Regie: Heinz von Cramer. Produktion: Bayerischer Rundfunk 1987, Ursendung: 23. Januar 1987.
- Hörspiel: Die Tigerin. Mit Corinna Harfouch (Bichette), Tom Quaas (Fec), Thomas Thieme (Erzähler), Christiane Rossbach (Gaby), Timo Dierkes (Pimpi), Stefan Wilkening (Jean). Bearbeitung und Regie: Klaus Buhlert. Produktion: Bayerischer Rundfunk. Ursendung: 1. Oktober 1999
- Hörspiel: Die Tigerin. Mit Anne Ratte-Polle (Bichette), Jan Uplegger (Fec), Dorothee Metz (Gaby, Erzählerin), Martin Engler (Pimpi, Erzähler), Severin von Hoensbroech (Laugier, Erzähler), Leopold von Verschuer / Komposition: Bo Wiget / Bearbeitung und Regie: Leopold von Verschuer / BR – Hörspiel und Medienkunst 2015. Ursendung: 8. August 2015. Als Podcast: ARD Audiothek
- Hörspiel: Letzte Lockerung – Das praktische Handbrevier. Realisation: Zeitblom mit Dirk von Lowtzow, Produktion: Bayerischer Rundfunk-Hörspiel und Medienkunst 2012. Ursendung: 2. November 2012. Als Podcast/Download im BR Hörspiel Pool.[5]
- Hörbuch: Die Tigerin. Eine absonderliche Liebesgeschichte. Gelesen von Sona MacDonald. Frankfurt am Main: Kein & Aber Records / Eichborn, 2001. (4 CDs, ISBN 3-0369-1110-3)
- Hörbuch: Letzte Lockerung. Michael Lutzeier liest Walter Serner. CD erschienen bei comusication records 2004.